# Conopholis
Conopholis é um género botânico pertencente à família Orobanchaceae.

## Espécies
| - Conopholis alpina - Conopholis americana - Conopholis atriplicifolia - Conopholis diversifolia - Conopholis floridana - Conopholis ludoviciana - Conopholis maxima | - Conopholis mexicana - Conopholis ovata - Conopholis panamensis - Conopholis reniformis - Conopholis similis - Conopholis sylvatica - Conopholis tuberosa |

## Nome e referências
Conopholis Karl